# Alosno
Alosno è un comune spagnolo di 4 562 abitanti situato nella comunità autonoma dell'Andalusia.